# Heino Gehrts

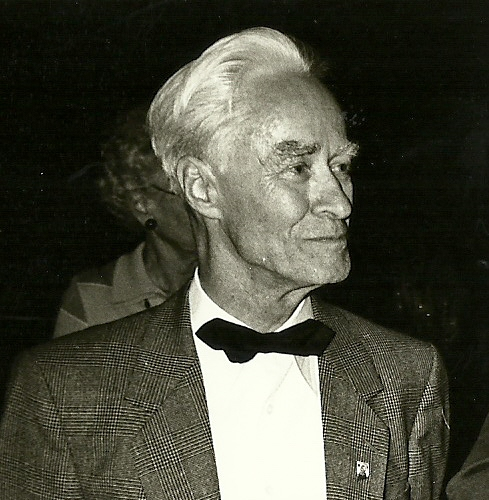
Heino Gehrts

Heino Gehrts (* 9. Juni 1913 in Hamburg; † 10. Oktober 1998 in Alt Mölln) war ein deutscher Märchen-, Mythen- und Sagenforscher, der sich im Zusammenhang mit dieser Tätigkeit auch mit den Phänomenen des Somnambulismus (Hellschlafes) und der Besessenheit sowie dem Themenkomplex der Spuk-, Geister- und Totenerscheinungen auseinandersetzte.

## Leben
Heino Gehrts besuchte die Oberrealschule auf der Uhlenhorst in Hamburg, machte 1933 das Abitur und studierte danach sechs Semester Chemie an der Universität Hamburg. Danach wechselte er die Studienfächer und studierte Philosophie, Germanistik und als Nebenfach Physik.
Bei Kriegsausbruch wurde Heino Gehrts eingezogen, aber vorerst für die Examensarbeit „Ewigkeit und Tod im Lebensgefühl Jean Pauls“ wieder freigestellt, die er 1939 ablegte.
Als Soldat (Funker bei der Infanterie) führte ihn der Weg von Frankreich über Russland nach Italien. Seinem Einsatz in einer Turkestanerkompanie verdankte er Einsichten in das Wesen asiatischer Völkergruppen, die ihm später bei seiner Arbeit am Märchen hilfreich wurden.
In Italien geriet er 1944 als Unteroffizier in Kriegsgefangenschaft und wurde nach Arizona gebracht. Im Herbst 1947 wurde er über England aus der Kriegsgefangenschaft entlassen.
In der Zeit danach entstanden Kurzgeschichten sowie Übersetzungen aus dem Englischen, die in Zeitschriften und Zeitungen erschienen. Später arbeitete er als freier Schriftsteller.
In den fünfziger Jahren lernte er, wohl im Amerika-Haus in Hamburg, die englische Lebensbeschreibung des Hopi-Indianerhäuptlings Don C. Talayesva kennen. Er übersetzte das Buch ins Deutsche und vertiefte sich dabei in die Mythen und Riten der Hopi-Indianer. Das war der Anfang seiner Jahrzehnte währenden Bemühungen um das Wesen des Schamanentums.
Ein Aufenthalt im Hohenlohischen 1958 ließ ihn eine ungebrochene mündliche Überlieferung über eine Geistererscheinung (um etwa 1831) in einer bäuerlichen Familie entdecken. Die Bearbeitung dieser Überlieferung, der dazugehörenden Tagebücher, Akten und dergleichen ergab das Buch „Das Mädchen von Orlach“ und die eingehende Beschäftigung mit Justinus Kerner und seiner Zeit.
Damit begann wohl der Weg, der Heino Gehrts zu der Erkenntnis von erstaunlichen „Entsprechungen von Märchenaussagen und archaischen Erlebniszuständen“ und zur „schamanistischen Märchenforschung“ führte. Sein Forschungsgegenstand war die besondere Wirklichkeit der Zaubermärchen.
Mit den Jahren fand er in der Europäischen Märchengesellschaft ein Forum für viele seiner Arbeiten. Dort hielt er Vorträge, die in den Jahresausgaben veröffentlicht wurden.
Ab dem achten Lebensjahrzehnt setzte er sich verstärkt mit der Todesthematik auseinander, und sein Interesse an Sagen drängte die Märchen etwas in den Hintergrund.
Seine heute verwaiste Grabstätte befindet sich auf dem Friedhof Ohlsdorf nahe Kapelle 9 (Planquadrat AB 45).

## Bedeutung
Heino Gehrts führte in seiner vornehmlichen Beschäftigung mit der Gattung der Zaubermärchen die Märchenforschung in diesem Bereich aus der Isolation eines Spezialgebietes heraus und verlieh ihr weitreichende Universalität.
Er dehnte die Märchenforschung auf verschiedenste Wissensgebiete aus, die in den Wissenschaften weit auseinanderliegen mögen, in Wirklichkeit allerdings aufs Nächste benachbart sind. Gerade die unkonventionellen Verknüpfungen von vielschichtigen Erkenntnissen machen seine Forschungsergebnisse so interessant für Fragen der aktuellen Weltbegegnung.
Von der Philosophie und Germanistik kommend, gab Heino Gehrts der Märchenforschung völlig neue Impulse, die nachweislich auf die Philosophie rückwirken, indem beispielsweise seine Klärung des Zusammenhanges von Märchenentstehung und kultureller Gegebenheit philosophisch ausgeweitet werden kann auf die Feststellung, dass die Entstehung der Märchen und die Empfänglichkeit für sie vom Entwicklungsstand des Bewusst-Seins sowohl des Einzelmenschen als auch der menschlichen Gesellschaft abhängt. Daraus ließe sich erklären, warum Märchen in allen Teilen der Erde entstanden, zudem in Struktur und Inhalt ähnlich sind, und warum Kinder in einer bestimmten Entwicklungsphase die Märchen mit großer Aufmerksamkeit aufnehmen.
Ziel seiner Arbeiten war das Aufzeigen des Sinnzusammenhangs des jeweils erörterten Geschehens mit dem Lebensganzen. Auf diese Weise gelangen ihm zum Beispiel für den deutschen Sprachraum einzigartige Interpretationen der beiden großen indischen Epen, dem „Mahābārata“ und dem „Rāmājana“.

## Veröffentlichungen

### Bücher
- Übersetzung: Don C. Talayesva: Sonnenhäuptling Sitzende Rispe. Erich Röth Verlag, Kassel 1964.
- Das Mädchen von Orlach. Ernst Klett Verlag, Stuttgart 1966.
- Das Märchen und das Opfer. Bouvier Verlag, Bonn 1967.
- Mahābārata. Das Geschehen und seine Bedeutung. Bouvier Verlag, Bonn 1975.
- Rāmāyaṇa. Brüder und Braut im Märchen-Epos. Bouvier Verlag, Bonn 1977.
- Hans Findeisen/Heino Gehrts: Die Schamanen: Jagdhelfer und Ratgeber, Seelenfahrer, Künder und Heiler (Eugen Diederichs Verlag, Köln 1983)
- Von der Wirklichkeit der Märchen (Erich Röth Verlag, Regensburg 1992)
- Schriften zur Märchen-, Mythen- und Sagenforschung – Gesammelte Aufsätze 1 "Aspekte der Märchenforschung" (Igel Verlag, Hamburg 2014, ISBN 978-3-86815-588-4)
- Schriften zur Märchen-, Mythen- und Sagenforschung – Gesammelte Aufsätze 2 "Justinus Kerner und die Zeit der Aufklärung" (Igel Verlag, Hamburg 2015, ISBN 978-3-86815-700-0)
- Schriften zur Märchen-, Mythen- und Sagenforschung – Gesammelte Aufsätze 3 "Initiation, Einweihungsrituale und Wesensphänomene" (Igel Verlag, Hamburg 2016, ISBN 978-3-86815-707-9)
- Schriften zur Märchen-, Mythen- und Sagenforschung – Gesammelte Aufsätze 4 "Die 'andere' Welt und Lebensweisheiten" (Igel Verlag, Hamburg 2017, ISBN 978-3-86815-715-4)
- Schriften zur Märchen-, Mythen- und Sagenforschung – Gesammelte Aufsätze 5 "Die Welt der Märchen" (Igel Verlag, Hamburg 2018, ISBN 978-3-86815-726-0)
- Schriften zur Märchen-, Mythen- und Sagenforschung – Gesammelte Aufsätze 6 "Von der Welt der Märchen zu der Welt der Sagen" (Igel Verlag, Hamburg 2019, ISBN 978-3-86815-733-8)
- Schriften zur Märchen-, Mythen- und Sagenforschung – Gesammelte Aufsätze 7 "Märchennacherzählungen, zur Literatur und zu realitätsfremden Erscheinungen" (Igel Verlag, Hamburg 2020, ISBN 978-3-86815-742-0)
- Schriften zur Märchen-, Mythen- und Sagenforschung – Gesammelte Aufsätze 8 "Das Mädchen von Orlach. Erlebnisse einer Besessenen. Herausgegeben und mit einem Vorwort versehen von Heiko Fritz" (Igel Verlag, Hamburg 2023, ISBN 978-3-948958-15-2) – Neuauflage der Ausgabe von 1966.

### Aufsätze aus dem Jahrbuch der Europäischen Märchengesellschaft
- Erzählermehrheit und Erzählfluß (Band 4: „Märchenerzähler Erzählgemeinschaften“ – Erich Röth Verlag, Kassel 1983)
- Der Wald (Band 7: „Die Welt im Märchen“ – Erich Röth Verlag, Kassel 1984)
- Die Klappfelsen (Band 7: „Die Welt im Märchen“ – Erich Röth Verlag, Kassel 1984)
- Schamanistische Elemente im Zaubermärchen (Band 10: „Schamanentum und Zaubermärchen“ – Erich Röth Verlag, Kassel 1986)
- Das Märchen von den zertanzten Schuhen (Band 10: „Schamanentum und Zaubermärchen“ – Erich Röth Verlag, Kassel 1986)
- Flucht und Verweilen (Band 13: „Die Zeit im Märchen“ – Erich Röth Verlag, Kassel 1989)
- Von Tod und Toten in den Urkulturen (Band 16: „Tod und Wandel im Märchen“ – Erich Röth Verlag, Regensburg 1991)
- Vom Ursprung einer märchenhaften Welt (Band 19: „Märchen und Schöpfung“ – Erich Röth Verlag, Regensburg 1993)
- Zauberkunde – Aberglauben (Band 23: „Zauber Märchen“ – Eugen Diederichs Verlag, München 1998)[2]

### Aufsätze aus der Zeitschrift „Gorgo“
- Die Opferung des zeugerisch verbundenen Paares (Verlag Adolf Bonz, Fellbach-Oeffingen, Heft 1/1979)
- Polytheismus – Diskussion (Verlag Adolf Bonz, Fellbach-Oeffingen, Heft 2/1979)
- Die Somnambule von Weilheim (Verlag Adolf Bonz, Fellbach-Oeffingen, Heft 3/1980)
- Genius der Jugend und kritische Gesetztheit (Verlag Adolf Bonz, Fellbach-Oeffingen, Heft 6/1981)
- Initiation (Verlag Adolf Bonz, Fellbach-Oeffingen, Heft 8/1982)
- Vom Wesen der Steine (Schweizer Spiegel Verlag, Zürich, Heft 11/1986)
- Vom Weltenbaum zum brennenden Baum – Die kulturelle Entwicklung im Geborgenheitserlebnis (Schweizer Spiegel Verlag, Zürich, Heft 13/1987)
- Im Auftrage des Baumes – Betrachtungen zum Ursprung des Stabbrauchtums (Schweizer Spiegel Verlag, Zürich, Heft 15/1988)

### Aufsätze aus der „Hestia“ – Jahrbuch der Klages-Gesellschaft
- Vom Wesen des Speeres (Bouvier Verlag, Bonn, Jahrgang 1984/1985)
- Justinus Kerner und Ludwig Klages, zwei Entdecker der Wirklichkeit der Seele (Bouvier Verlag, Bonn, Jahrgang 1988/1989)
- Im Bummelzug durch Polygapo (Bouvier Verlag, Bonn, Jahrgang 1994/1995)[3]

### Aufsätze aus der Zeitschrift „Märchenspiegel“
- Vom Sinn der Blutsbrüderschaft (Haag + Herchen Verlag, Frankfurt am Main, Heft 4/1993)
- Das Mädchen ohne Hände (Verlagsbüro Wolfgang Kuhlmann, Heft 4/1995)
- Die ungetreue Mutter (Verlagsbüro Wolfgang Kuhlmann, Heft: Jubiläumsausgabe April 1995)
- Die Mutter in der Schicksalsfessel (Verlagsbüro Wolfgang Kuhlmann, Heft 4/1996)
- Die Mär vom aufgeschobenen Drachenkampf (Schneider Verlag Hohengehren, Baltmannsweiler, Heft 1/1997)
- Das Marienkind – war’s wirklich im Unrecht (Schneider Verlag Hohengehren, Baltmannsweiler, Heft 2/1997)[4]

### Sonstige Aufsätze
- Der Schlaf des Drachenkämpfers Ortnit. In: Euph. Band 77, 1983, S. 342–344.